# Brunello
Brunello är en ort och kommun i provinsen Varese i regionen Lombardiet i Italien. Kommunen hade 942 invånare (2018).